# 保・工分離の原則
保・工分離の原則（ほ・こうぶんりのげんそく、保工分離制度）とは、電気工作物における「保守」と「工事」を分離し、電気工事を行う者と保安監督を行う者とが独立した運営をし、相互に有効なチェック機能を働かせるといった考え方である（制度上の規定はなされていない。）。
保工分離の原則は設置者の利益を守るために業界内でも定着化・慣習化されたものであり、現時点においても設置者保護の観点からその考え方は有効なものとされている。また、この原則の基本的部分は、医薬分業、日本の建設業界では昭和34年1月、建設省事務次官通達「土木事業に係わる設計業務などを委託する場合の契約方式等について」（設計・施工分離の原則）や管理と照査の各技術者設置といった他業界においても採用されているものであり、電気保安と電気工事の業界においても、設置者に必要のない工事費用を負担させない等、設置者の利益を第一に考え、この考え方に則り自らを律していくことが必要であり、保工分離の原則は今後も維持されるべきものとされている。

## 概要
現在の電気事業法は、昭和三九年に制定され、昭和四〇年から施行されているが、それ以前の旧法の下では、主任技術者が電気保安の管理監督を行うことにはなっていたものの、主任技術者の数が足りなかった背景もあって、
```
（１）電気工事を行う者やその従業員に主任技術者の資格を有する者がいると、工事を受注するためにその者を自家用電気工作物の主任技術者として提供し、工事が終わればその主任技術者をよそに行かせてしまう。
（２）電気工事を行う者が主任技術者を提供した場合、他の工事部門が忙しくなると自家用電気工作物の管理がおろそかになったりする。
（３）電気工事の方が暇になると自家用電気工作物の管理を厳しくして、設置者にとっては必要でない工事を行ったりする。

```

など、各種の弊害が生じ、自家用電気工作物の保安管理が十分に行われない危険性があった。
そこで、昭和四〇年から施行された新しい電気事業法の下では、上記のような弊害を除去し、電気工事を行う者と保安監督を行う者とが独立した運営をし、相互に有効なチェック機能を働かせるとの考え方、いわゆる保・工分離の原則が電気保安業務の中での基本的な考えとして位置付けられ、電気事業法の施行面においても、電気工事業をしている者が主任技術者をしている事業所についてはその主任技術者の選任を避けるように、行政上の指導が行われ、上記原則を貫く運用が行われた。
その後、昭和六二年に行われた電気工事二法（電気工事士法及び電気工事業の業務の適正化に関する法律）の改正に際して、通商産業省資源エネルギー庁公益事業部技術課長は、全国電気管理技術者協会連合会会長に対し、昭和六二年八月四日、わが国の電気保安の確保が、長い電気保安行政の歴史のなかで確立した保・工分離の考え方を基本としており、電気工事を行う者が保守管理も行う、あるいはその逆のケースは到底許されるべきではなく、通商産業省としては電気工事二法の改正後においても保・工分離の原則を徹底してゆく考えであることを示す内容の「電気工事二法改正と保守管理業務の関係について」と題する文書を発したほか、資源エネルギー庁公益事業部長は、同年八月二〇日に開催された参議院商工委員会において、電気工事二法の改正後も保・工分離の原則を堅持してゆく考えであることを政府委員として発言した。